# Callbook

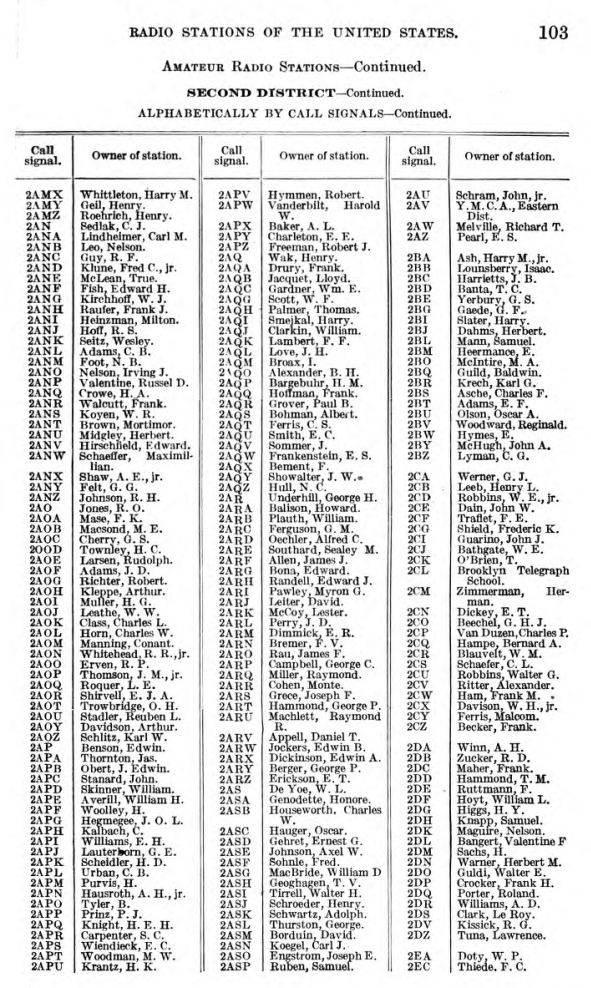
Auszug aus einem Callbook, USA 1919

Ein Callbook ist ein Verzeichnis von Rufzeichen (engl. call signs) von Funkstationen.
Callbooks in Papier- oder Datenbankform gibt es für verschiedene Funkdienste, wie Seefunk oder Amateurfunk.